# Parádi Kálmán (orvos)
Parádi Kálmán (Dés, 1905. december 8. – 1997. december) erdélyi magyar orvos. Id. Parádi Ferenc fia, ifj. Parádi Ferenc testvére.

## Életútja
Szülővárosában érettségizett (1923), a kolozsvári egyetem Orvosi Karán szerzett diplomát (1929). A Református Kórház, később a Tüdőgyógyintézet orvosa, illetve igazgató főorvosa. Kétéves szakképesítésben részesült Németországban. A kolozsvári tüdőszanatórium megszűnése után Désen tüdőszakorvos, majd kórházi főorvos nyugdíjazásáig (1969).

## Munkássága
Cikkei a tüdővész terjedéséről és megelőzéséről, a mézről mint gyógyszerről, a gombamérgezésekről, a vese-, máj-, nyirokmirigy- és vérképzési betegségekről, a helyes étrendről és néptáplálkozásról az EME Értesítő, Erdélyi Fiatalok, Református Szemle, Orvosi Szemle, Kiáltó Szó, Hitel, Clujul Medical, Magyar Népegészségügyi Szemle, Református Jövő, Művelődés hasábjain jelentek meg. Gyermekújságokat alapított (Mesebeli Meskete; Mesevilág), karikatúráival országos I. díjat nyert (1957).
1933 márciusától főmunkatársa volt az Erdélyi Fiatalok című folyóiratnak. A néptáplálkozás című tanulmányával (Hitel, 1936/2) további felmérésekre sarkallta a szociográfusokat, és felhívta a falukutatók figyelmét a nép táplálkozásának  visszásságaira, az ebből fakadó káros következményekre. Tanulmányában a köztáplálkozást mint a népességmobilitás egyik okát vizsgálta. Hat egymástól távoli helység adataiból kiindulva mérte fel a lakosság táplálkozását. Módszertani újítása a kutatásban, hogy a családok étkezésére vonatkozó adatokat az iskolás gyermekektől szerezte be; ezt a módszert később mások is alkalmazták. Analízise szokatlan ellentmondást igazolt: azok, akik az élelmet legnagyobbrészt előállítják, többet éheznek, mint akiknek megtermelik.